# Gare de La Plaine - Stade de France
Ne doit pas être confondu avec Gare du Stade de France - Saint-Denis, Gare du Stade, Gare de La Plaine-Voyageurs, Gare de La Plaine-Tramways ou Gare de La Plaine.
La gare de La Plaine - Stade de France est une gare ferroviaire française de la ligne de La Plaine à Hirson et Anor (frontière), située sur la commune de Saint-Denis dans le département de la Seine-Saint-Denis en région Île-de-France.
Elle est l'une des trois gares de la commune et dessert plus particulièrement la zone centrale de La Plaine Saint-Denis et la plus utilisée pour rejoindre le Stade de France.
C'est une gare de la Société nationale des chemins de fer français (SNCF) desservie par les trains de la ligne B du RER.

## Situation ferroviaire
La gare, située point kilométrique (PK) 4,501 de la ligne de La Plaine à Hirson et Anor (frontière), est desservie par les trains de la ligne B du réseau express régional d'Île-de-France (RER). 
Elle remplace l'ancienne gare de La Plaine-Voyageurs située au point kilométrique (PK) 4,106 de la même ligne. Cette gare, reconstruite en 1913, avait été jugée trop petite et inadaptée aux besoins du quartier.

## Histoire
La gare de La Plaine - Stade de France, mise en service en 1998, à l'occasion de la coupe du monde de football 1998, est l'œuvre de l'architecte Jean-Marie Duthilleul. La structure de la gare est suspendue avec des câbles. Son vocabulaire architectural fait ainsi écho au Stade de France, qu'elle dessert.
Comme toutes les gares récentes, elle est accessible aux personnes à mobilité réduite.
L'architecte Jean-Marie Duthilleul explique sa conception : « Le supporter doit voir le stade dès l’arrivée en gare, d’où le fait que la vue d’en haut soit dégagée : ça rassure. Au retour, chacun doit pouvoir anticiper son chemin, c’est-à-dire voir la gare de loin (...) Quatre rampes les regroupent progressivement sur deux autres qui les dirigent vers la voie menant au stade. Au retour, l’objectif est au contraire qu’elles servent à éparpiller les gens sur l’ensemble du quai ». Il justifie le choix du bois pour les cheminements : « On a choisi le bois du début à la fin, car dans la perception des gens et dans l’univers technique ferroviaire, le béton et l’acier sont considérés comme des matériaux brutaux et lourds alors que le bois est beaucoup plus domestique et appréhendable. ».
Au nord de la gare, la ligne traverse le canal Saint-Denis sur un pont étroit interdit au public, comme d'ailleurs l'ensemble des infrastructures ferroviaires. Le 7 mars 2009, à la fin du match de football Lille / Lyon au Stade de France, des supporters s'étant engagés sur ce pont ont été fauchés par un train vide du RER B à 23 h 25, causant la mort de deux jeunes de 10 et 18 ans et faisant onze blessés, dont un grave.
En 2018, selon les estimations de la SNCF, la fréquentation annuelle de la gare est de 15 861 800 voyageurs, nombre arrondi à la centaine la plus proche.

## Service des voyageurs

### Desserte
La gare est uniquement desservie par les trains du RER B. Elle est le terminus de certains trains lors des matchs au Stade de France (voie 1)[réf. souhaitée].

### Intermodalité

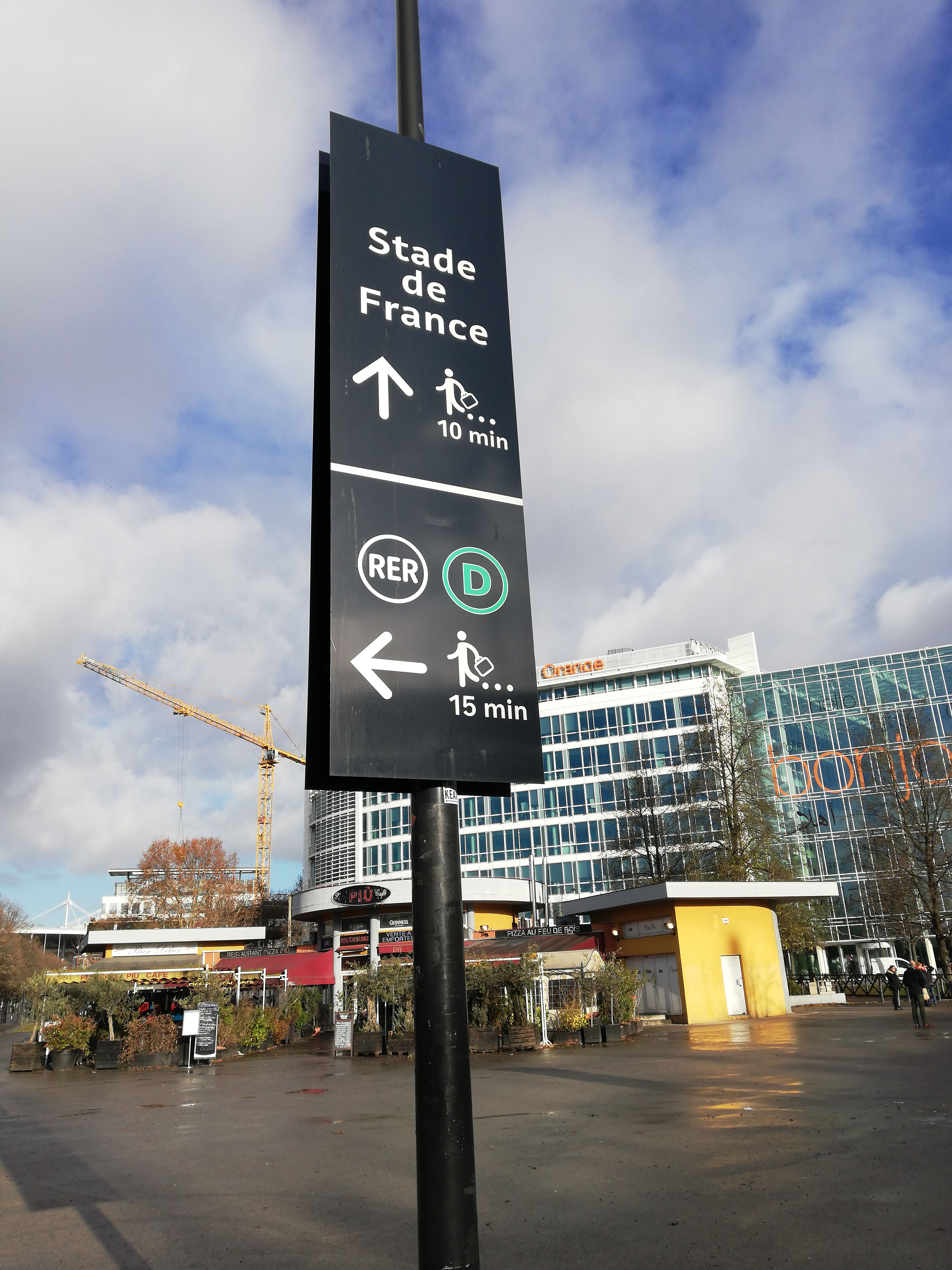
Correspondance avec le RER D (en gare du Stade de France - Saint-Denis) indiquée sur un panneau.

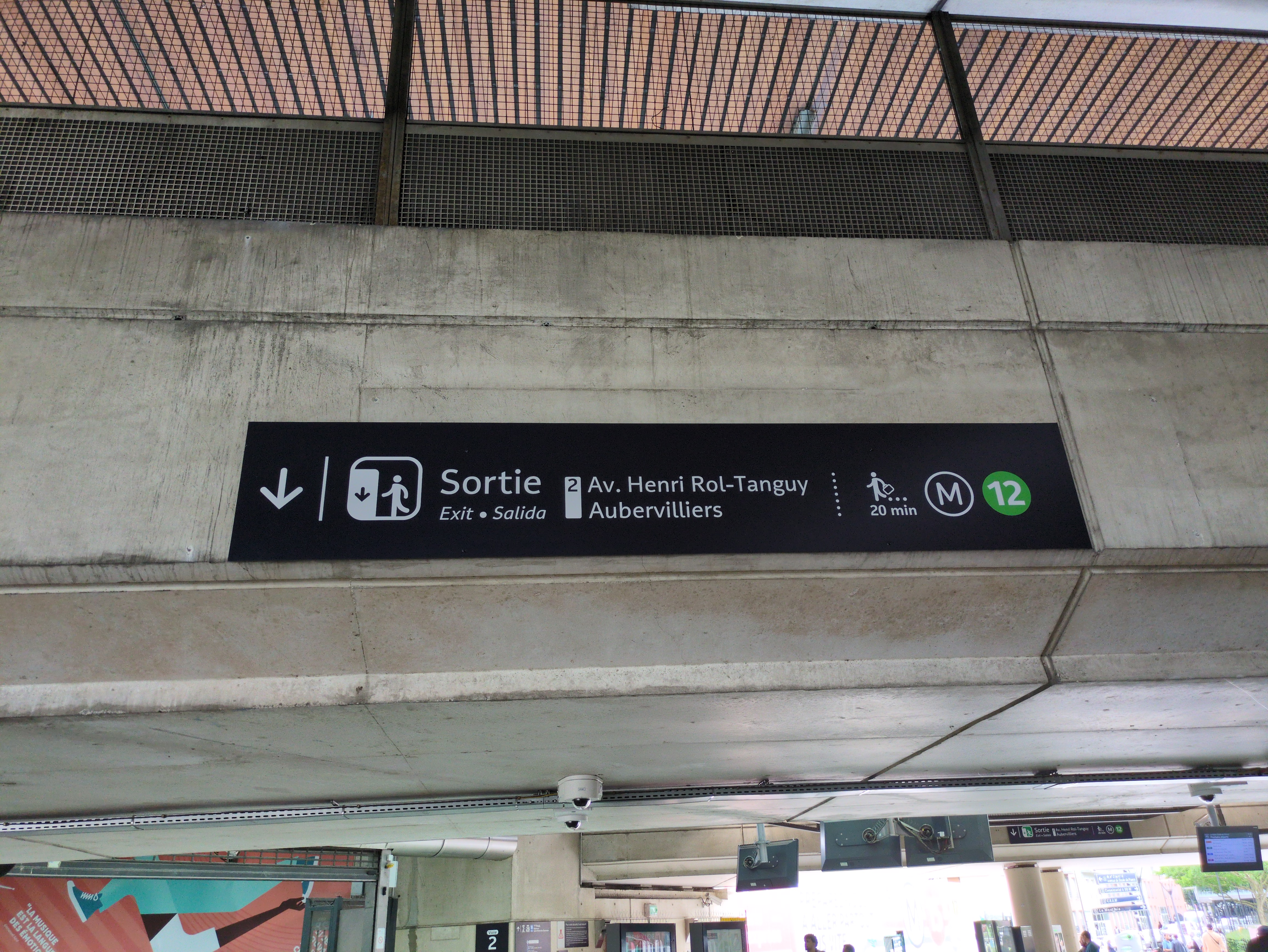
Correspondance avec la ligne 12 (à Front Populaire) indiquée sur un panneau.

La gare est desservie par les lignes 139, 153, 173, 239, 302 et 353 du réseau de bus RATP.
Sur des panneaux situés à l'entrée de la gare, une correspondance à distance avec la ligne D du RER (en gare du Stade de France - Saint-Denis) est indiquée bien que n'apparaissant pas sur les plans officiels de la ligne, une correspondance directe de quai à quai en gare de Paris-Nord étant préférée.
Une autre correspondance à distance, avec la ligne 12 du métro à Front Populaire, est aussi indiquée sur les panneaux de la gare, bien que n'apparaissant pas non plus sur les plans officiels de la ligne.

## Projets

### Tramway T8
À terme, la gare assurera la correspondance avec la ligne de tramway T8, prolongée vers la gare Rosa-Parks.

### Ligne 15 du Grand Paris Express
La station Stade de France (en construction), jouxtant la gare, sera desservie par la ligne 15 dans le cadre du Grand Paris Express à l’horizon 2030.

## À proximité
- Stade de France
- Site de Saint-Denis du Conservatoire national des arts et métiers
- Canal Saint-Denis
- Haute Autorité de santé
- Association française de normalisation
- Société du Grand Paris (depuis janvier 2020)

## Galerie de photographies

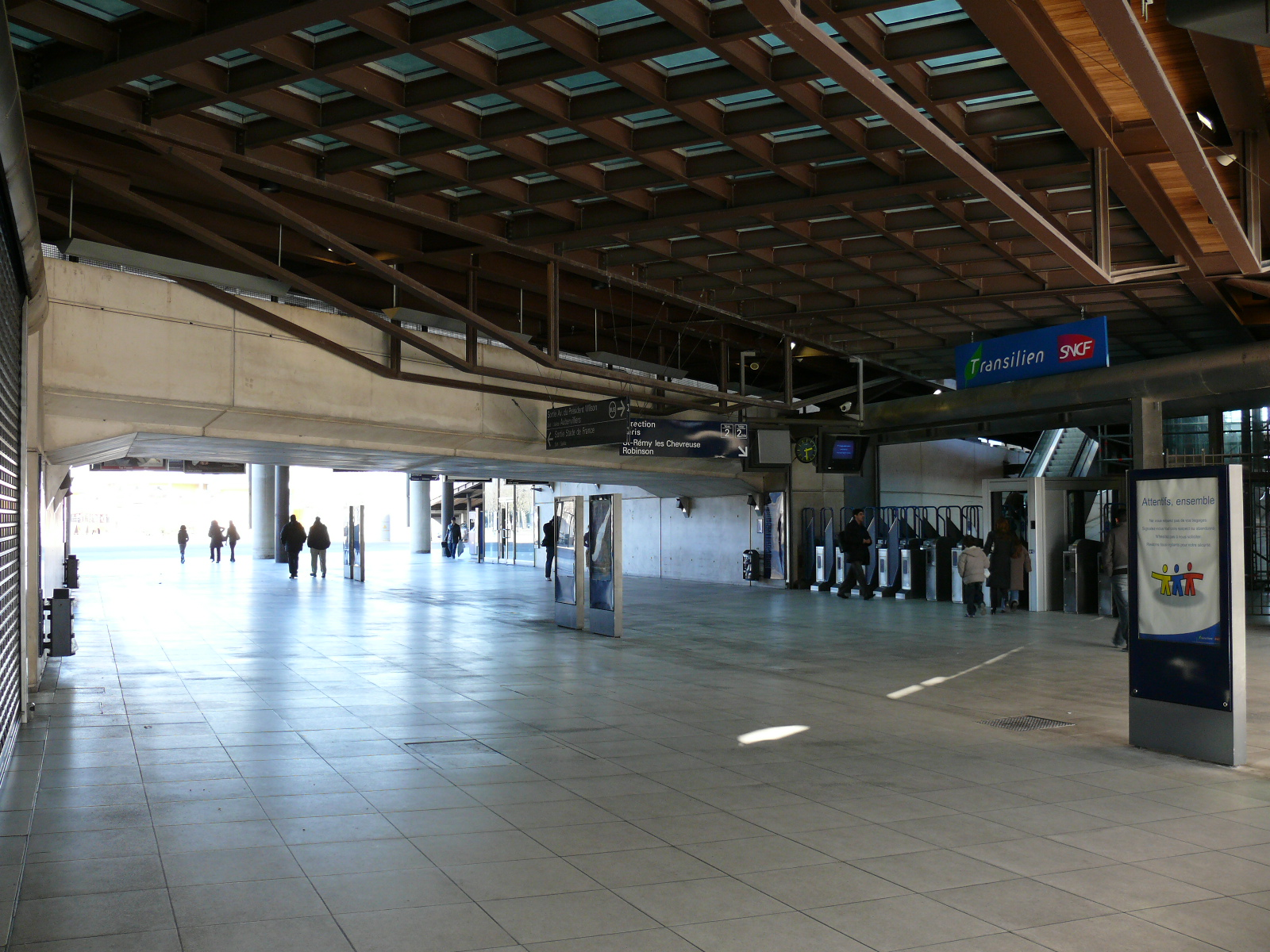
Le hall de la gare.
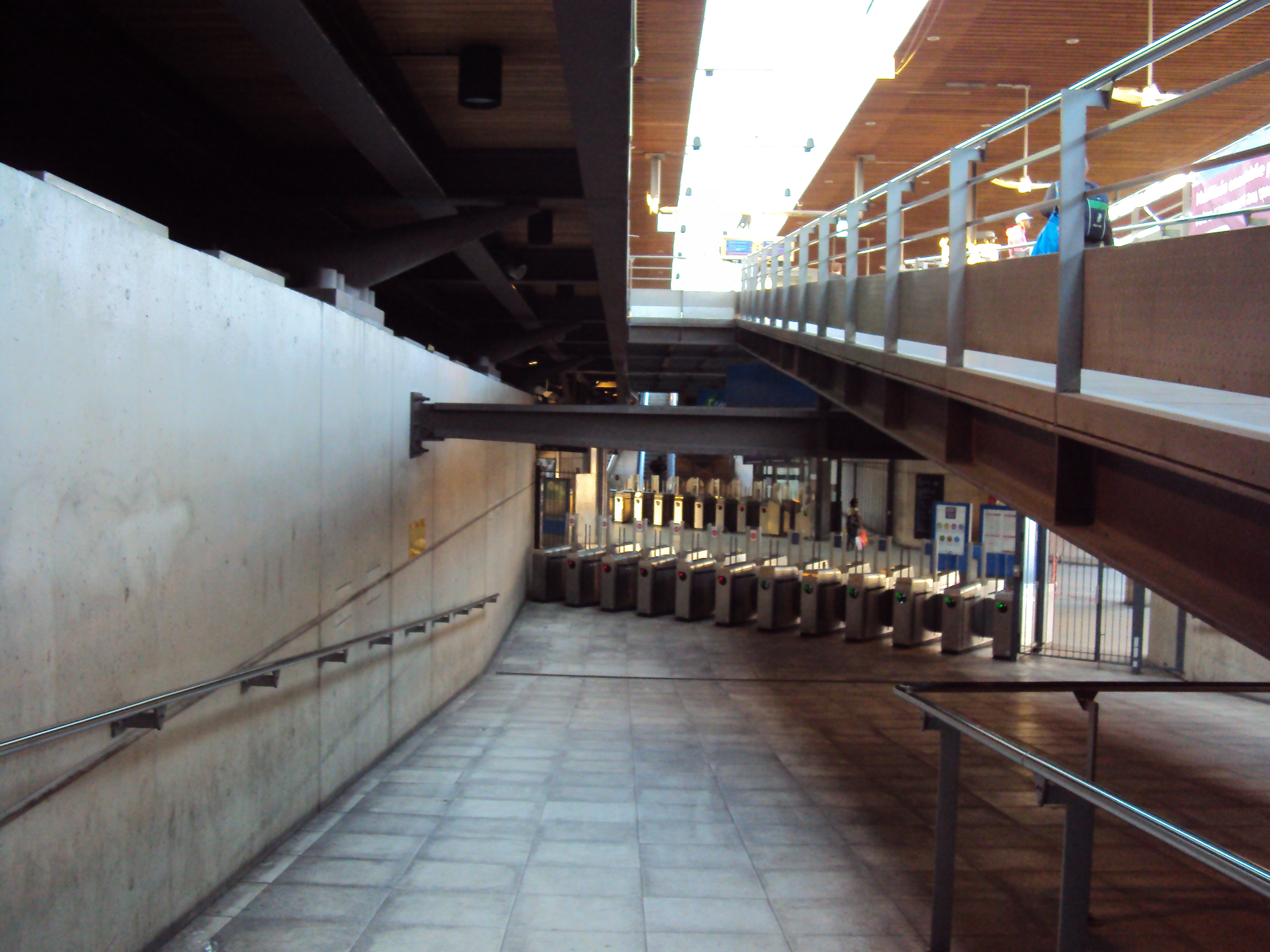
La rampe d'accès.
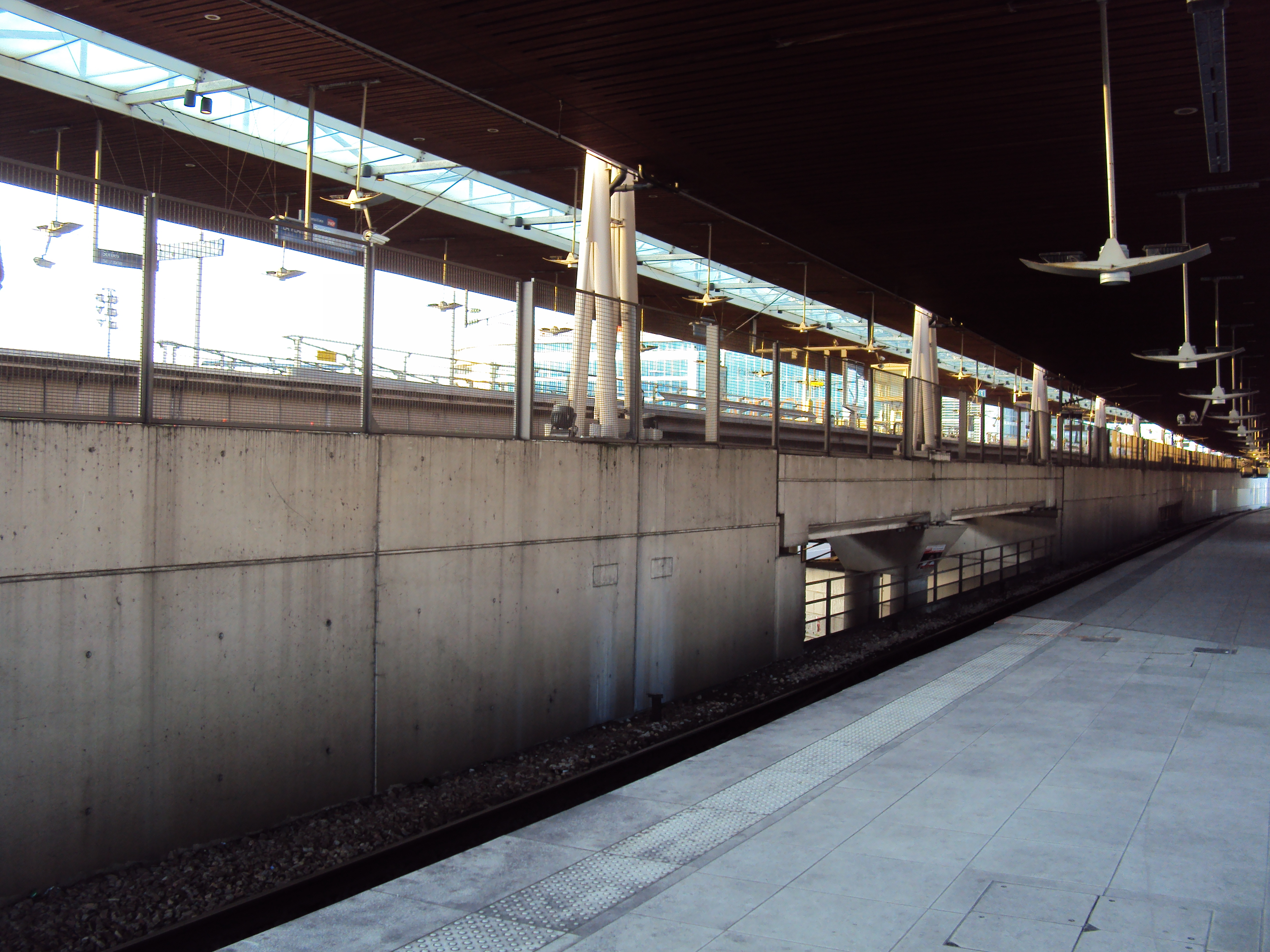
Voie et quai en direction de Paris.
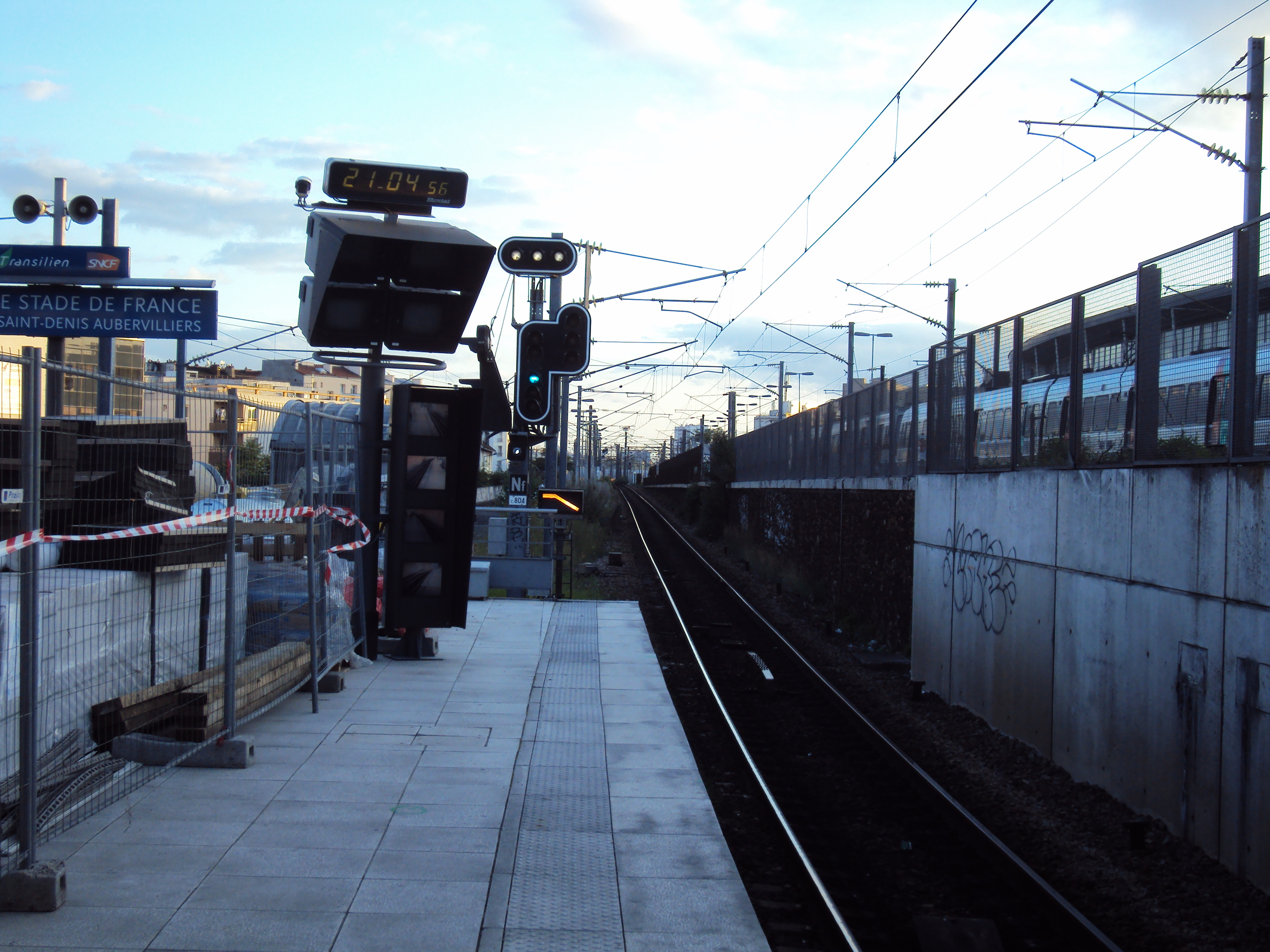
Fin du quai en direction de Paris.
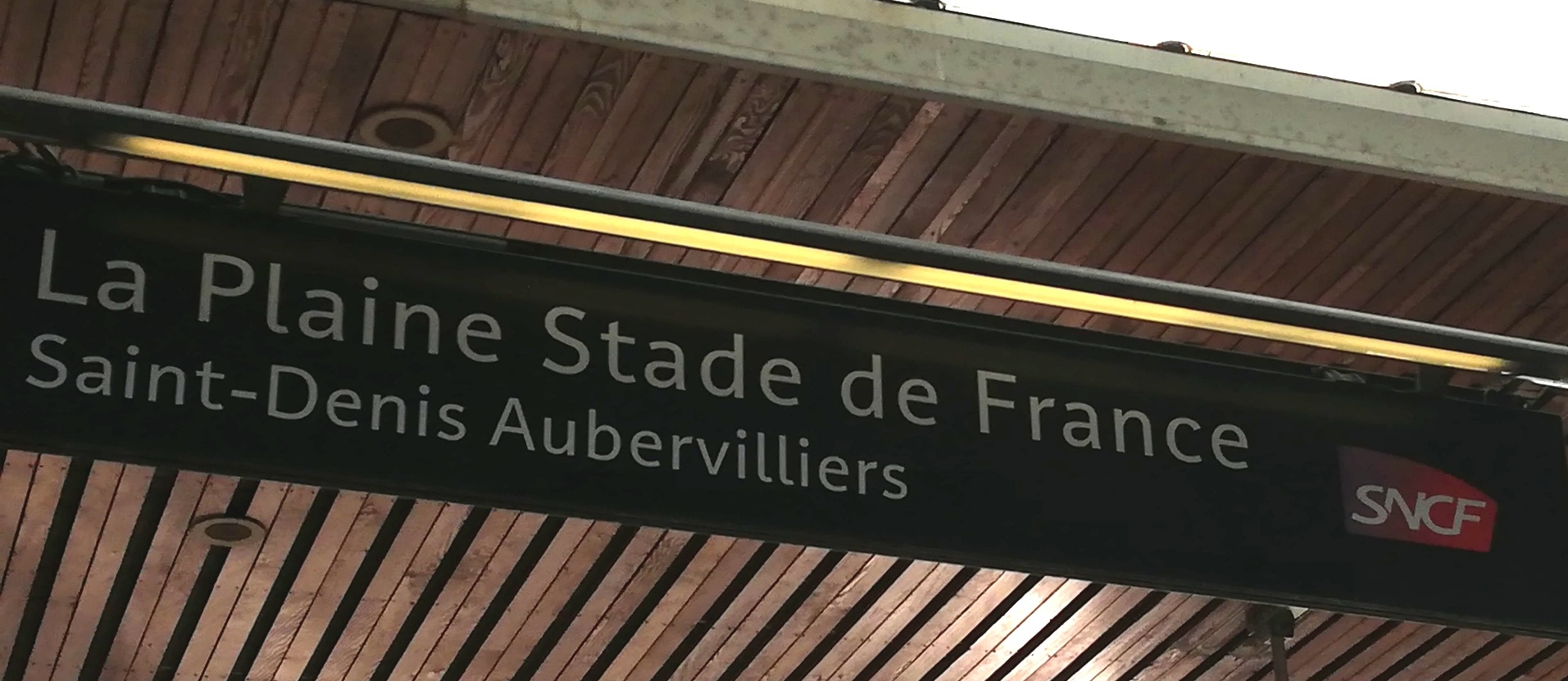
Plaque signalétique indiquant le nom de la gare.